# جايسون سويفت
جايسون سويفت (30 أكتوبر 1970 في أستراليا - ) (بالإنجليزية: Jason Swift)‏ هو لاعب كريكت أسترالي. لعب مع آي سي تي كومتس ‏.

## وصلات خارجية
- جايسون سويفت على موقع إي آس بي آن كريك إنفو (الإنجليزية)